# Samsony (Ukraina)
Samsony (ukr. Самсони) – wieś na Ukrainie, w obwodzie czernihowskim, w rejonie czernihowskim, w hromadzie Oster. W 2001 liczyła 105 mieszkańców.